# ميل لندن
ميل لندن (بالإنجليزية: Mel London)‏ هو منتج أسطوانات وكاتب أغاني أمريكي، ولد في 9 أبريل 1932 في مسيسيبي في الولايات المتحدة، وتوفي في 16 مايو 1975 في شيكاغو في الولايات المتحدة.

## وصلات خارجية
- ميل لندن على موقع ميوزك برينز (الإنجليزية)
- ميل لندن على موقع أول ميوزيك (الإنجليزية)
- ميل لندن على موقع ديسكوغز (الإنجليزية)